# Semiotellus ormyroides
Semiotellus ormyroides är en stekelart som först beskrevs av Girault 1915.  Semiotellus ormyroides ingår i släktet Semiotellus och familjen puppglanssteklar. Inga underarter finns listade i Catalogue of Life.